# Scarabaeus transcaspicus
Scarabaeus transcaspicus là một loài bọ cánh cứng trong họ Bọ hung (Scarabaeidae).